# Jugement définitif
En droit français, un jugement définitif, appelé aussi « jugement sur le fond », est un jugement qui tranche tout ou partie du principal, ou certains incidents (exception de procédure, fin de non recevoir), de telle sorte que le juge n'a plus à examiner les points jugés et qu'il en est dessaisi.
Ce jugement est revêtu de l'autorité de la chose jugée en ce qui concerne les points litigieux tranchés (principal ou moyen de procédure). Selon l’article 480 du code de procédure civile, le jugement définitif a « dès son prononcé », l'autorité de la chose jugée.
Le terme est employé indépendamment des voies de recours ouvertes et ne doit pas être confondu avec le jugement irrévocable. Un jugement irrévocable est un jugement définitif pour lequel il n’existe plus aucun recours ordinaire (appel) ou extraordinaire (cassation).

## Sources bibliographiques
- Dictionnaire juridique, Catherine Puigelier, éditions Larcier, article « Jugement définitif » (n°3163).
- Lexique des termes juridiques, édition Dalloz, article « Jugement définitif ».
- Vocabulaire juridique, Association Henri Capitant, article « Jugement », sous-article « Jugement définitif ».